# Молния (комплекс БПЛА)
Молния — российский проект комплекса группового применения беспилотных летательных аппаратов компании «Кронштадт».

## Общие сведения
Проект «Молния» является инициативной разработкой компании «Кронштадт».
26 февраля 2021 года компания впервые продемонстрировала представителям Министерства обороны России макет ранее неизвестного беспилотника самолётного типа под шифром «Молния».
БПЛА построен по нормальной схеме, он имеет раскладываемое в полете крыло и V-образное оперение. Фюзеляж получил выгнутую верхнюю поверхность и почти плоскую нижнюю. Оформление носовой части говорит об использовании радиопрозрачного обтекателя. В центральной части изделия предусмотрен утопленный в фюзеляж воздухозаборник. Сопло выполнено плоским с V-образным срезом.
Перспективный дрон должен получить развитые радиоэлектронные средства, способные обеспечивать автономный или дистанционно управляемый полет, взаимодействие с другой техникой и выполнение поставленной задачи. При этом список бортовых приборов и их возможности не сообщается.
БПЛА может транспортироваться разными самолётами-носителями. В частности, его удастся уместить во внутренние отсеки истребителя Су-57. Старт будет осуществляться с носителя. Способ посадки неизвестен.
Новые дроны разрабатываются для использования в виде «роя». Несколько аппаратов должны осуществлять полет и выполнять задачу совместно — самостоятельно или при взаимодействии с пилотируемым самолётом. Подобные функции являются главной целью проекта.
Концепция «роя» предусматривает постоянный обмен данными между отдельными БПЛА и управляющим самолётом, что позволяет решать любые поставленные задачи и гибко реагировать на различные факторы. В случае изменения обстановки или потери беспилотника задачи могут перераспределяться между активными аппаратами, в том числе в автоматическом режиме и без участия оператора.
Беспилотный «рой» «Молния» сможет вести разведку, радиоэлектронную борьбу и т. д. Рассматривается возможность решения боевых задач — для этого беспилотники смогут осуществлять целеуказание или действовать в качестве боеприпаса-камикадзе. Небольшая полезная нагрузка, по всей видимости, не позволит им стать носителями оружия.
Подобных комплексов на март 2021 года на вооружении в России не имеется.

## Технические характеристики
- длина — 1,5 м
- размах крыла — 1,2 м
- полезная нагрузка — 3 - 7 кг (в качестве взрывчатки часто используют мины серии ТМ-62М).
- двигатель — электрический [источник не указан 45 дней]
- скорость — 70 – 90 км/ч[источник не указан 45 дней]